# Angela Krumpen
Angela Krumpen (* 1963 in Düren) ist eine deutsche Autorin, Radiojournalistin und Moderatorin. Sie befasst sich vor allem mit gesellschaftlichen und spirituellen Themen.

## Leben
Sie moderierte u. a. die von ihr selbst konzipierte Sendung »Menschen« beim Domradio Köln, in der sie herausragende Persönlichkeiten nach deren Lebensgeschichten befragte. Zudem veröffentlichte sie zahlreiche Bücher, in deren Fokus immer wieder Menschen stehen, die sich durch Hilfsbereitschaft, Zivilcourage oder Vergebung auszeichnen, so z. B. über den Erzbischof Simon Ntamwana, der sich für die Versöhnungsarbeit und eine Aufarbeitung der Völkermorde in Burundi einsetzt.
Krumpen lebt mit ihrer Familie in Tönisvorst.

## Veröffentlichungen (Auswahl)
- Liebevolle Gebote für ein erfülltes Leben (mit Karoline Mayer). Gräfe und Unzer, 2013, ISBN 978-3-8338-2763-1.
- Spiel mir das Lied vom Leben – Judith und der Junge von Schindlers Liste. Herder, 2014, ISBN 978-3-451-06687-0.
- Nur Versöhnung kann uns retten – Der furchtlose Einsatz von Erzbischof Simon Ntamwana für Frieden in Burundi. Adeo, 2018, ISBN 978-3-86334-186-2.
- Unser Inselleben: Als Gott das Glück schuf, schuf er viel davon. Aurum, 2017, ISBN 978-3-95883-204-6.
- Den Himmel verschenken – Ein Freundinnenbuch. Patmos, 2022, ISBN 978-3-8436-1409-2.